# Андрей Кесарийски
Андрей Кесарийски (на гръцки: Ἀνδρέας Καισαρείας) е архиепископ на Кесария Кападокийска, теолог и писател, живял в периода от края на V и първата половина на VI век.
За живота и дейността на Андрей Кесарийски не се знае почти нищо. Дълго време в науката се водят и спорове за времето, в което той е живял и творил, като различните мнения позиционират живота му във времевия интервал от V до IX век.
Андрей Кесарийски е автор на Тълкувание на Апокалипсиса, написано в периода 515 г. - 535 г. Тълкуванието на Андрей Кесарийски оказва силно влияние върху по-късните тълкуватели на Откровението, които са използвали труда му като образец за своите съчинения. През X век архиепископ Арета Кесарийски преработил тълкуванието на своя предшественик, като вмъкнал някои нови подробности в него.
Тълкуванието на Апокалипсиса от Андрей Кесарийски е съхранено в повече от 100 гръцки ръкописа. През X век то е преведено на грузински, а през XI век и на арменски език; не по-късно от X век в България се появява и неговият славянски превод.